# Весели четвртак (издавачка кућа)
„Весели четвртак“ је издавачкa кућa из Београда. Име едиције посвета je „Веселом четвртку“ из 1932. године („Нова Штампарија“, Београд), илустрованом дечјем листу који је први међу сличним публикацијама већи део својих страна посветио стрипу.
Заштитни знаци овог издавача су дан пуштања нових издања у продају (сваки четвртак у недељи) и лиценцна издања стрипова „Серђо Бонели Едиторе“ (иако су касније започели и објављивање наслова француско-белгијске продукције).

## Почетак „Веселог четвртка“
Дан 7. фебруар 2008. узима се као дан рођења ове едиције, јер се тада на киосцима у Србији појавило њихово прво издање серијала „Загор“: „Тајна Сумера“ са нумерацијом првог броја.
Почетак рада обележила су четири серијала у засебним едицијама, која су се смењивала у недељном ритму: „Загор“, „Дилан Дог“, „Дампир“ и „Мистер Но“.
Касније те године, (од 4. септембра па надаље) покренуте су нове едиције и започета је пракса издавања два стрипа сваког четвртка. Тада покренути серијали су: „Загор: Одабране приче“, „Текс Вилер“, „Марти Мистерија“, „Загор: Специјал“, „Дилан Дог: Супербук“, „Бред Берон“, „Командант Марк“, „Чико“ и „Драгонеро“, који се води као засебна књига/стрип.

## Лео Палп
Почетком 2009. године (15. јануара) покренут је пародијско хумористични мини-серијал у боји „Лео Палп“, који прати авантуре приватног детектива из наслова. Адаптацију превода радио је Игор Блажевић, познатији као Прљави Инспектор Блажа.

## Колекционарска издања
„Библиотека Загор“ покренута је 23. октобра 2008. године, нова едиција која у тврдокориченим књигама (број страница варира од 300 до 450) објављује прве епизоде овог серијала, па надаље хронолошким редом. Насловне стране су ексклузивитет, пошто их црта популарни цртач овог јунака у Италији, Мауро Лауренти.
По сличном принципу, 21. маја 2009. године, покренута је „Библиотека Дилан Дог“, замишљена да, на сличан начин као и претходна едиција, хронолошким редом објављује епизоде популарног италијанског хорор серијала аутора Тицијана Склавија, почев од прве, у књигама од по 300 страница. Насловне стране црта Корадо Рои.

## Стрипски албуми
Библиотека „Албуми“:
- Барселона у свитање
- Мали принц
- Четворка из Улице Бејкер
- До виђења, господине
- Анимал'з
- Зигфрид

Библиотека „Класици“:
- Последњи дан на смрт осуђеног
- У кажњеничкој колонији
- Убиства у Улици Морг

## Талични Том
Први не-Бонели киоск серијал овог издавача, „Талични Том“, појавио се у продаји 4. новембра 2010. Реч је о епизоди „Јунак млакоња“. У изради ове едиције, која је угашена на десетом броју, кориштен је превод Ђорђа Димитријевића.

## Часопис БЗЗЗЗ!
Часопис за стрип и све око стрипа „БЗЗЗЗ!“ је периодични магазин - билтен издавача који се бесплатно дистрибуира члановима Клуба читалаца. Концепцијски, часопис је замишљен као мешавина интервјуа са стрип ауторима, приказа, анализа и есеја на тему стрипа, али и као интерно гласило са обавештењима за чланове Клуба читалаца „Весели четвртак“. Објављена су три броја.

## Златна серија
Златна серија је едиција покренута дана 8. фебруара 2018. године поводом педесетогодишњице од покретања оригиналне „Златне серије“ новосадског Дневника и десетогодишњице од покретања издавачке куће Весели четвртак. Главне одлике нове едиције такође су пустоловине јунака издавачке куће Серђо Бонели Едиторе, као што су биле и некада, али куриозитет који овом издању даје посебан ниво специфичности јесу различите верзије корица сваког броја. За насловне стране тзв. ретро корице (корица Б), оне са упечатљивом жутом траком, задужени су домаћи аутори (Алекса Гајић, Милан Јовановић, Бранислав Керац, Горан Суџука, Добросав Боб Живковић, Александар Зограф, Рајко Милошевић...).

## Редакција
Састав редакције се мењао с временом. Актуелни чланови редакције су: Душан Младеновић (главни уредник), Марко Шелић (уредник), Александар Мићић и Игор Маловић.
Сарадници редакције: Александар Радивојевић, Дејан Огњановић, Дарко Ђокић, Кристијан Релић, Владимир Тадић, Зоран Стефановић, Борислав Станојевић,  Павле Зелић, Драшко Рогановић, Урош Смиљанић, Александар Манић, Ферид Мухић...
Преводиоци: Александра Миловановић, Марија Ђорђевић, Сандра Кнежевић, Невена Глибетић и Ђорђе Димитријевић.
Графички дизајн: студио Синергија